# Club africain (escrime)
Le Club africain est un ancien club tunisien d'escrime basé à Tunis. 

## Palmarès
- Champion de Tunisie : 1984-1985